# Poezie

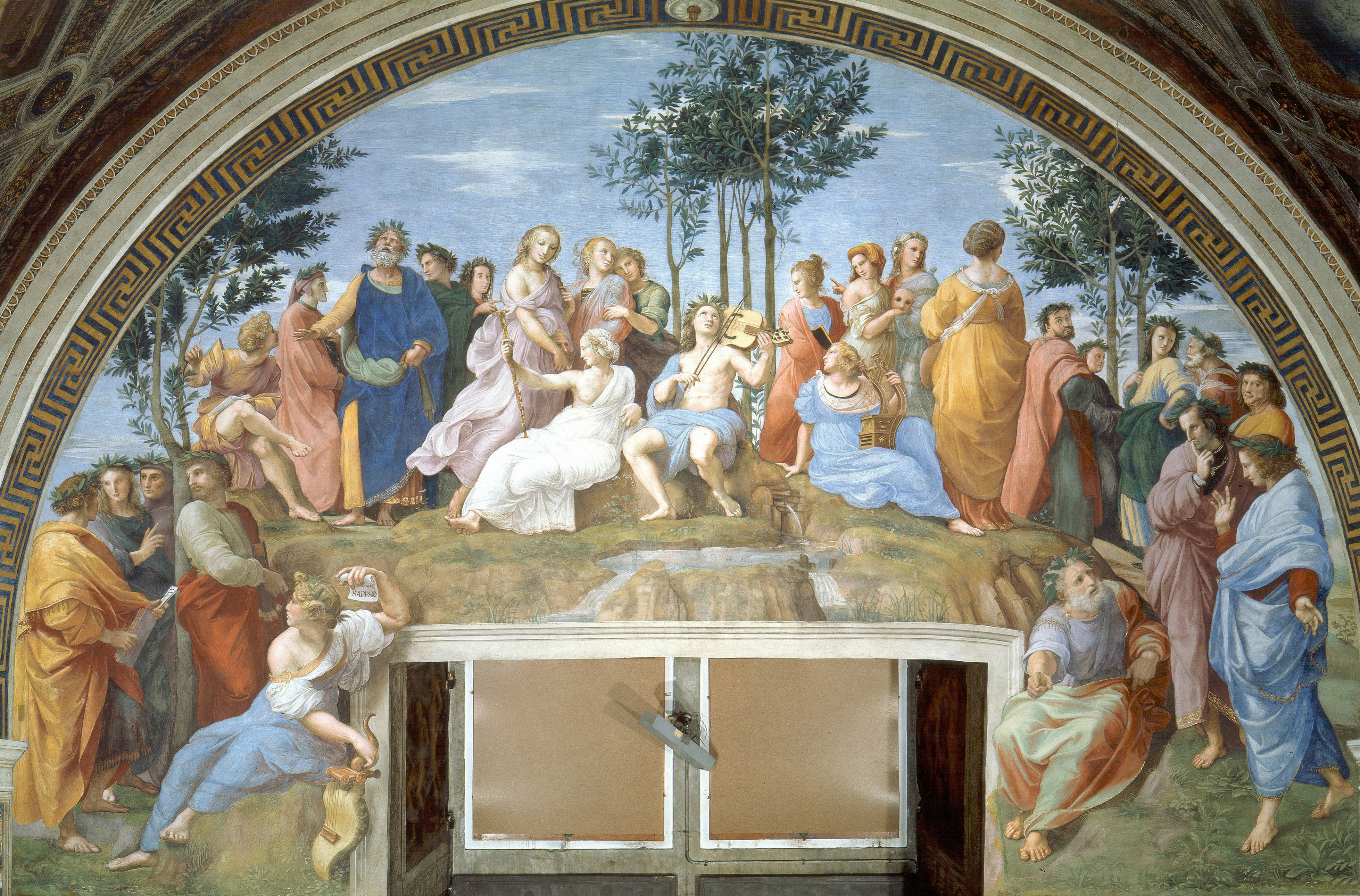
Parnas (Rafaelova freska)

Poezie (z řeckého poiésis – tvorba) je básnictví. Poezie je vedle prózy druhou formou literatury. Autor tohoto druhu umění je označován za básníka, resp. básnířku. Jedná se o jazykové dílo, které se od běžné mluvy odlišuje používáním uměleckých prostředků (rým, rytmus, metrum, obraznost nebo symbolika).
Ve starověku toto slovo znamenalo veškerou literární tvorbu, někdy v období klasicismu získal tento termín nový význam, který označoval dobré dílo – bez ohledu na to, zda bylo psáno veršem či nikoli. Teprve později získal tento termín dnešní význam. Dnes nepovažujeme za poezii všechna díla, která splňují popsané znaky (např. rituální texty, středověké vědecké texty, některá staroasijská díla, reklamní slogany atd.). Zrovna tak ale existují díla, která nesplňují některé, nebo dokonce i žádné tyto znaky, přesto jsou označována jako poezie – jedná se především o báseň v próze. Přívlastek „poetický“ není jen synonymum pro básnický, ale označuje rovněž povznášející náladu, synonymum pro romantický atd.
Do středověku neexistovalo prakticky dílo psané jinou než veršovanou formou, teprve s rozvojem vzdělanosti začal rozvoj prózy, který vedl k oslabení poezie. Tento trend byl posílen vynálezem knihtisku v 16. století. Přesto až do 18. století byla poezie převažujícím žánrem, teprve v 19. století se poměr mezi poezií a prózou vyrovnal a ve 20. století získala próza převahu.

## Vývoj poezie

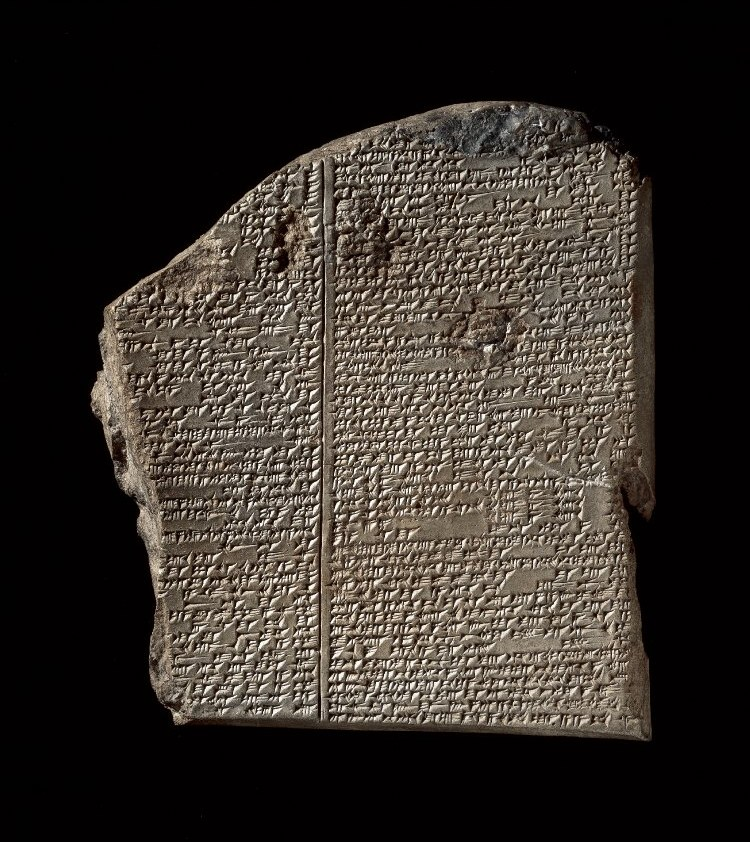
Tabulka s částí Eposu o Gilgamešovi psaná v akkadštině

Poezie má dlouhou historii. Podle některých badatelů dokonce předchází písmo a tedy literaturu (lovecká poezie v Africe). Nejranější psané básně byly nalezeny ve staroegyptských pyramidách a vznikly ve 25. století před naším letopočtem. Egypťané si osvojili i epiku, jak je vidět v Povídce o Sinuhetovi. Nejstarší známá epická poezie, Epos o Gilgamešovi, však byla napsána sumersky a byla dílem sumerské civilizace. Vznikla okolo roku 2000 př. n. l. Sumeřanům je připisována i nejstarší milostná poezie, báseň o sňatku krále a bohyně Innany. Zajímavé je, že báseň má ženského vypravěče. Není jisté, zda byl napsána ženou, autor je neznámý, nicméně ze starého Sumeru pochází i nejstarší básník (a spisovatel) lidských dějin, jehož známe jménem, a jde také o ženu: Enheduannu. Psala zejména náboženské chvalozpěvy. V 11. století př. n. l. má kořeny nejstarší sbírka čínské poezie, Š’-ťing, založená na lidových písních. Jejím legendárním kompilátorem je Konfucius. Zarathuštrovy jsou zase připisovány verše v nejstarší částí Avesty zvané Gáthy. Veršované epické pasáže mají i indické Védy, později vznikly eposy Rámájana a Mahábhárata. Evropskou poezii založil Homér, svými eposy Ilias a Odysseia. Sapfó založila evropskou poezii milostnou, jakkoli lesbickou. Staří Řekové byli rovněž první, kdo se pokusili definovat teorii poezie, například Aristotelés ve své Poetice. Římská literatura však měla větší dosah, neboť její jazyk, latina, přežil pád římského impéria a stal se jazykem vzdělanců středověké Evropy. O tom, jak má vypadat poezie, se tudíž Evropané ještě po staletí učili u hvězd římské literatury, jakými byli Vergilius, Ovidius či Horatius.

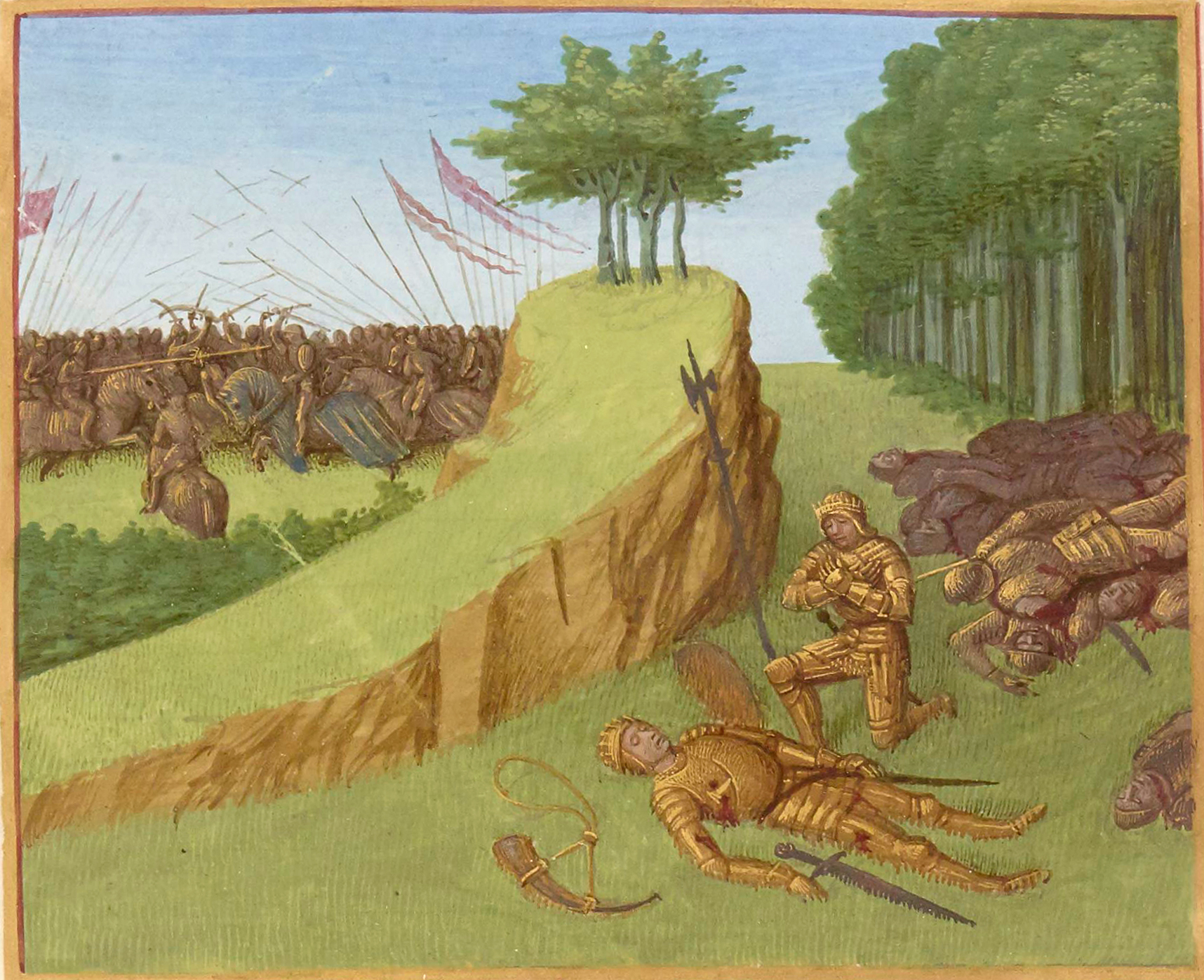
Ilustrace k Písni o Rolandovi

Evropská středověká poezie se také ponejprv soustředila na epiku, ve Francii se rozvinul významný žánr zvaný Chansons de geste (zejm. Píseň o Rolandovi). Na něj navazoval rytířský román (např. Román o růži). Variace těchto žánrů vznikly i v Británii (Beowulf). Tyto dva kulturní prostory byly původně v silné interakci, kupříkladu francouzský rytířský epos Tristan a Isolda zpracovával ostrovní, keltskou legendu, stejně tak si Francouzi oblíbili ostrovní artušovské legendy, zejména Chrétien de Troyes. Hrdinský epos měl projevy i v jiných evropských literaturách, například Píseň o Cidovi položila základy literatury španělské, podobnou roli v Německu sehrála Píseň o Nibelunzích. Do stejného žánru lze zařadit i severské ságy (Poetická Edda). Ohlas nacházíme i v české literatuře, v podobě veršovaného eposu Alexandreis. Oblíbené byly ve středověku i veršované kroniky.

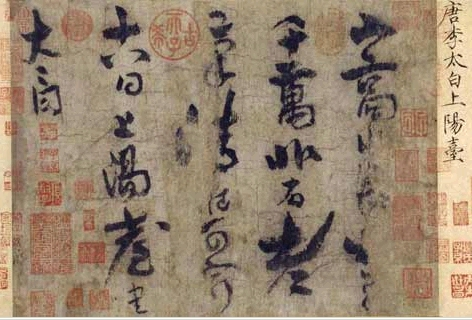
Ukázka rukopisu Li Po

Lyrika byla dlouho výsadou čínské literatury, především Li Po a Tu Fu s ní vstoupili do světového literárního kánonu. Podobné to bylo v japonské literatuře, která nakonec lyrickou formu dobrousila ve středověku do forem zvaných tanka a renga. Z nich se později vyvinulo haiku. Za nejvýznamnějšího tvůrce haiku je považován Macuo Bašó. Jinak ovšem v jiných mimoevropských prostorech převládala epika, jak dokazuje Firdausího Šáhnáme z 11. století, tibetský Epos o králi Gesarovi, nejdelší známý epos vůbec, snad z 12. století, nebo malijský Epos o Sundžátovi, který byl sice zapsán až později, ale kořeny má zřejmě ve 14. nebo 15. století a byl předáván tzv. grioty, lidovými vypravěči.

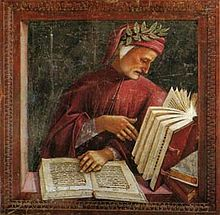
Dante Alighieri

Prvními, kdo evropskou literaturu „osvobodili od hrdinných rytířů“ byli Dante Alighieri se svou Božskou komedií (1308–1320) a Geoffrey Chaucer a jeho veršované Canterburské povídky (1387). Francesco Petrarca pak vybrousil poetický žánr zvaný sonet, který se pro vývoj evropské poezie stal zcela zásadním. Přispěl k němu i William Shakespeare. Revoluci způsobil François Villon, když v 15. století spojil postupy dvorské a trubadúrské poezie s poezií lidovou, s protestem, ironií, ba i vulgaritou. Epika se přesto stále nevzdávala, až do 17. století, jak dokazuje Miltonův Ztracený ráj (1667). Na konci 18. století však došlo k romantické revoluci, která evropskou poezii zcela proměnila a prolomila se i k mnohem větší lyričnosti. Romantická vlna zasáhla všechny evropské literatury a měla oživující charakter. V Německu ji zosobňovali Johann Wolfgang von Goethe, Friedrich Schiller a Heinrich Heine, v Anglii George Gordon Byron a Percy Bysshe Shelley, ve Francii Victor Hugo a Charles Baudelaire, v Rusku Alexandr Sergejevič Puškin a Michail Jurjevič Lermontov, v Polsku Adam Mickiewicz, v Česku Karel Hynek Mácha, v Maďarsku Sándor Petőfi, v Rumunsku Mihai Eminescu, na Ukrajině Taras Ševčenko atp. 

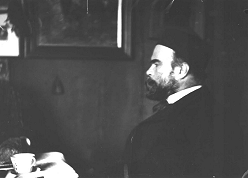
Paul Verlaine

Romantici vytvořili vzor toho, jak má poezie vypadat, a další moderní autoři, hledající nové cesty, na ně reagovali, ať už spíše navazovali, jako novoromantici (José Martí) či symbolisté (Paul Verlaine, Arthur Rimbaud, Stéphane Mallarmé) nebo byli spíše vzpurní jako civilisté. Jejich vzpoura sebou přinesla i volný verš, v němž se básníci osvobodili od rýmu a metrik ve prospěch nespoutané imaginace. Obvykle se uvádí, že první básně ve volném verši vytvořil Walt Whitman. Taková vzpoura však na začátku 20. století mnohým přestala stačit, vzniklo spektrum avantgardních směrů: surrealismus (André Breton), dadaismus (Tristan Tzara), futurismus (Filippo Tommaso Marinetti, Vladimir Majakovskij, Boris Pasternak), kubismus (Guillaume Apollinaire), expresionismus (Rainer Maria Rilke, Thomas Stearns Eliot, Federico García Lorca) nebo český poetismus. Experimenty avantgardistů programově bouraly staré formy, provokovaly, a to až tak, že čtenáři jen obtížně drželi krok a pozornost.
Po avantgardní revoluci a druhé světové válce mnozí cítili, že experimentálnost a hledání novosti narazilo na jistou mez. Často se z lůna avantgardy vrátili k poezii klasičtější, zpěvnější, jednodušší. Příkladem jsou Jacques Prévert, Paul Éluard, Louis Aragon nebo Pablo Neruda (v české literatuře například Jaroslav Seifert). Mnozí zdůraznili, že vzpoura nemá být ve formě, ale v obsahu a v poezii jakožto životním stylu, k takovým patřili zejména beatnici (Jack Kerouac, Allan Ginsberg). Poezie se vrátila ke kořenům přiblížením k hudbě (zejm. folkové, rockové nebo hip hipové), což reflektovaly i organizátoři Nobelovy ceny za literaturu, když jako prvnímu „pouhému textaři“ udělili tuto cenu Bobu Dylanovi. Podobnou roli jako on v Rusku sehrál Vladimír Vysockij nebo Bulat Okudžava. Jinak po roce 1945 získaly Nobelovu cenu z básníků: Louise Glücková, Tomas Tranströmer, Wisława Szymborska, Seamus Heaney, Derek Walcott, Octavio Paz, Josif Brodskij, Jaroslav Seifert, Czesław Miłosz, Odysseas Elytis, Vicente Aleixandre, Eugenio Montale, Harry Martinson, Pablo Neruda, Nelly Sachsová, Jorgos Seferis, Saint-John Perse, Salvatore Quasimodo, Juan Ramón Jiménez, Pär Lagerkvist, Thomas Stearns Eliot a Gabriela Mistralová. Velkou roli začaly hrát improvizace a performance (slam poetry).

## Dělení poezie
Za nejzákladnější poezie lze považovat dělení podle (ne)přítomnosti děje, ve smyslu stěžejního tématu procházejícího celým dílem:
- epická poezie – má děj, např. rytířská poezie,
- lyrická poezie – nemá děj, snaží se vystihnout náladu, motivy, atp.,
- lyricko-epická poezie – děj je potlačen, přesto většinou patrný.
- poezie volného verše – bez rýmu a verše, s důrazem na sdělení

Další možná dělení vycházejí z národních literatur, tematických celků atp., ale tato dělení jsou užívána velmi zřídka.